# リンドブラディア (小惑星)
リンドブラディア (1448 Lindbladia) は小惑星帯に位置する小惑星。フィンランドの天文学者ユルィヨ・バイサラがトゥルクで発見した。
スウェーデンの天文学者ベルティル・リンドブラッド（Bertil Lindblad、1895年 - 1965年）に因んで命名された。